# Moïse Adilèhou
Moïse Adilèhou, né le 1er novembre 1995 à Colombes en France, est un footballeur international béninois qui évolue au poste de défenseur central au Stade lavallois.

## Biographie

### Jeunesse
Son père est béninois et sa mère est togolaise[réf. souhaitée].

### Carrière en club
Adilèhou évolue en France, en Slovaquie, en Grèce, en Turquie et aux Pays-Bas. Tout commence pour lui à l'Es Nanterre dans l’équipe des Benjamins. C'est à Boulogne-Billancourt qu'il va se retrouver après et échoue finalement dans l'équipe B du Valenciennes FC pour la saison 2012-2013. Il s'engage ensuite avec le Pau FC en 2014. En 2015, il se verra proposer un contrat par l'amicale sportive de Vitré,.
Lors de son passage à Porto, Adilèhou a été champion avec les U17.
En 2016, c'est en Slovaquie qu'Adiléhou se retrouve transféré, après avoir signé dans le club du Slovan Bratislava. Il passe ensuite dans des clubs tels que l'AOK Kerkyra et APO Levadiakos,.
Au début de l'année 2020, Moïse Adilèhou quitte la Division 2 turque pour signer un bail de deux années avec le club néerlandais du NAC Breda. Sur ce nouveau challenge, il dit : « Je suis très heureux de jouer dans un grand club comme le NAC (...) c’est un club qui habituellement joue en première division et je suis venu dans l’optique de les aider à retrouver leur vraie place. Breda est un club bien structuré avec des infrastructures de D1 et des joueurs de qualité »,,.

### Carrière internationale
Moïse Adilèhou est convoqué pour la première fois en 2017 par le sélectionneur de l’équipe du Bénin, Oumar Tchomogo. Il reçoit sa première sélection en équipe nationale le 24 mars 2017, en amical contre la Mauritanie (défaite 1-0).
Il inscrit son premier but en équipe nationale lors de la CAN 2019, à l'occasion des huitièmes de finale disputés contre le Maroc,,,. Adilèhou joue trois matchs lors de cette CAN, qui voit le Bénin s'incliner en quart de finale face au Sénégal.